# Claudio Ikemori
Claudio Ikemori é um ex-lutador de sumô brasileiro. Em 2002, ele foi campeão mundial da modalidade, na categoria Peso-Leve. Até hoje, somente ele e Fernanda Pereira da Costa são os únicos brasileiros a lograr esse feito.
Em 2004, ele terminou a competição com o vice-campeonato.